# Union Automobile Company
Union Automobile Company — компания-производитель автомобилей, основанная в 1901 году как завод по производству бензиновых автомобилей Union и принадлежавшая конгломерату Buckeye Manufacturing Company. Главный офис располагался в Юнион-Сити, штат Индиана. Основателем и главным конструктором являлся Джон Уильям Ламберт.
Выпуск автомобилей стартовал в 1902 году и продолжался до 1905 года. Ламберт разработал бензиновый двигатель Union и безредукторную трансмиссию, которая устанавливалась на всех его автомобилях. В начале 1905 года компания переехала в Андерсон, штат Индиана. В конце года компания была расформирована. Всего компания произвела 325 автомобилей.
Вместо Union была основана Lambert Automobile Company, главной целью которой являлся выпуск автомобилей Lambert, а также грузовиков, пожарных машин и сельскохозяйственной техники.

## История

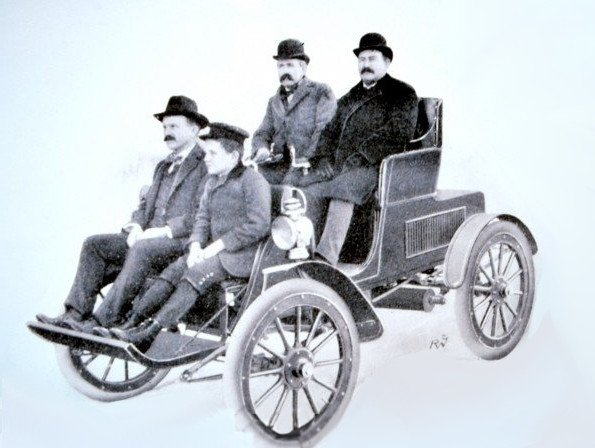
Ламберт и братья на автомобиле Union в 1902 году

История компании уходит корнями к созданию самоходного трёхколесного бензинового багги Buckeye, который был разработан Джоном У Ламбертом в 1891 году в Юнионе, штат Огайо. Историк автомобилестроения и редактор журнала Automobile Quarterly Эл Скотт Бейли назвал его первым в США автомобилем с бензиновым двигателем внутреннего сгорания. Ламберт попытался продать свою разработку, но успеха не добился. Продолжать проектирование автомобиля его вдохновила автогонка Chicago Times-Herald 1895. К 1898 году он разработал экспериментальную четырёхколесную самоходную безлошадную повозку, оснащенную модифицированным стационарным бензиновым двигателем компании Buckeye Manufacturing Company, который спроектировало её подразделение по выпуску силовых установок.
Благодаря проекту Ламберта в 1901 году была создана Union Automobile Company. Основные детали кузова и бензиновые двигатели изготавливались компанией Buckeye в Андерсоне, где находился основной завод, а уже оттуда отправлялись на дочерний завод в Юнион-Сити, где происходила окончательная сборка. Главное здание компании располагалась в трёхэтажной постройке на Южной улице. Рекламный слоган компании — «В союзе есть сила», по мнению историка Генри Остина Кларка, был вдохновлён стихотворением Генри Уодсворта Лонгфелло 1855 года «Песнь о Гайавате».
На создание Union Automobile Company было собрано 50 тысяч долларов США. В январе 1901 года в Юнион-Сити компания начала строительство зданий для сборки автомобилей. Транспорт поставлялся с дисковой трансмиссией Ламберта, имеющую фрикционную передачу, которую он изобрёл. Производство началось в 1902 году с двух моделей автомобилей. Одна из них была одноместным авто, весом 1400 фунтов (635 кг). Автомобиль оснащался бензиновым двигателем мощностью в четыре лошадиные силы. Другой автомобиль оснащался двигателем с семью лошадиными силами и имел вес 1800 фунтов (816,4 кг). В первый год выпуска двигатель устанавливался в передней части авто, а в следующем — в задней части.

## Продукция
После начала производства выпускалось по 10 автомобилей в месяц. В 1903 году компания выпустила бензиновую малолитражку с фиксированным двухместным сиденьем и откидным передним сиденьем для двух дополнительных пассажиров. Автомобиль был оснащён бензиновым двигателем Lambert мощностью в восемь лошадиных сил, выпускавшийся Buckeye Manufacturing Company и представлявший собой четырёхтактный двухцилиндровый оппозитный горизонтальный двигатель внутреннего сгорания. Эта модель была представлена в автосалоне Кливленда в феврале 1903 года и продавалась за 1250 долларов.
В 1904 году данный автомобиль был оснащен двигателем мощность 10 л. с. В 1905 году он был доступен в моделях с мощностью 12 л. с. (8,9 кВт) и 16 л. с. (12 кВт). Последние модели автомобиля носили маркировку «Е». В том же году большая часть производства была перенесена на завод в Андерсоне, который с самого начала производил двигатели и трансмиссии для «Юнионов». В конце года название автомобиля сменилось на Lambert. Всего компания выпустила 325 автомобилей с 1902 по 1905 год (25 в 1902, 50 в 1903, 100 в 1904 и 150 в 1905 году). В 1905 году производство данной марки было прекращено, а сама компания расформирована.